# Olof Burenstam
Olof Burenstam (tidigare Burén), född 25 december 1752 i Hällestads församling, Östergötlands län, död 22 februari 1821 i Askersunds landsförsamling, Örebro län, var en svensk bruksägare.

## Biografi
Olof Burenstam föddes 1752 i Hällestads socken. Han var son till brukspatronen Daniel Burén och Hedvig Altin. Burenstam var från 1775 brukspatron på Skyllbergs bruk och köpte 1785 gården Stjärnsund där han kom att uppföra ståtliga byggnader. Han adlades 17 december 1791 till Burenstam och introducerades 1793 som nummer 2156. Burenstam blev 1 juni 1800 riddare av Vasaorden. Han avled 1821 på Stjernsunds slott i Askersunds landsförsamling.

### Familj
Burenstam gifte sig 14 december 1779 med Carolina Camitz (1757–1835). Hon var dotter till brukspatronen Johan Camitz och Christina Vivica Wester. De fick tillsammans barnen överstelöjtnanten Johan Daniel Burenstam (1781–1873), generalmajoren Fredrik Burenstam (1782–1828), Hedvig Christina Burenstam (1783–1863) som var gift med översten Samuel Åkerhielm, Anna Sofia Burenstam (1785–1833) som var gift med ryttmästaren Gustaf Stellan Mörner af Morlanda, Maria Carolina Burenstam (1786–1847) som var gift med vice presidenten Carl Magnus af Robson, Gustava Didrika Burenstam (1788–1810), Beata Charlotta Burenstam (1790–1837) som var gift med majoren Axel Magnus von Matérn och Eva Fredrika Burenstam (1791–1877) som var gift med översten Otto Julius Hagelstam.